# Франц Сен

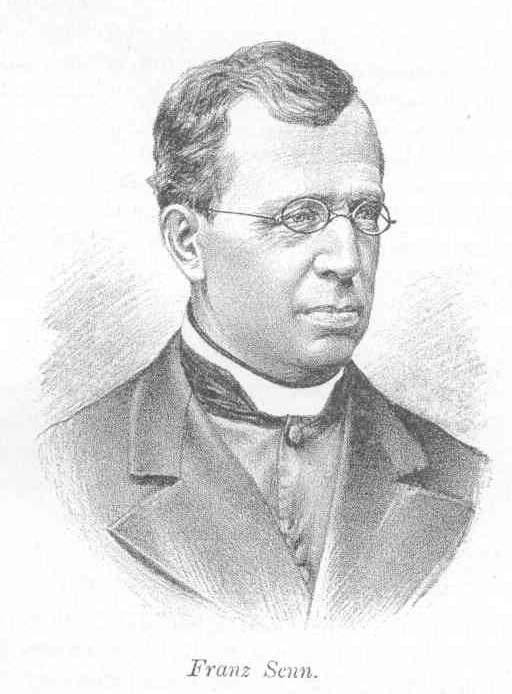

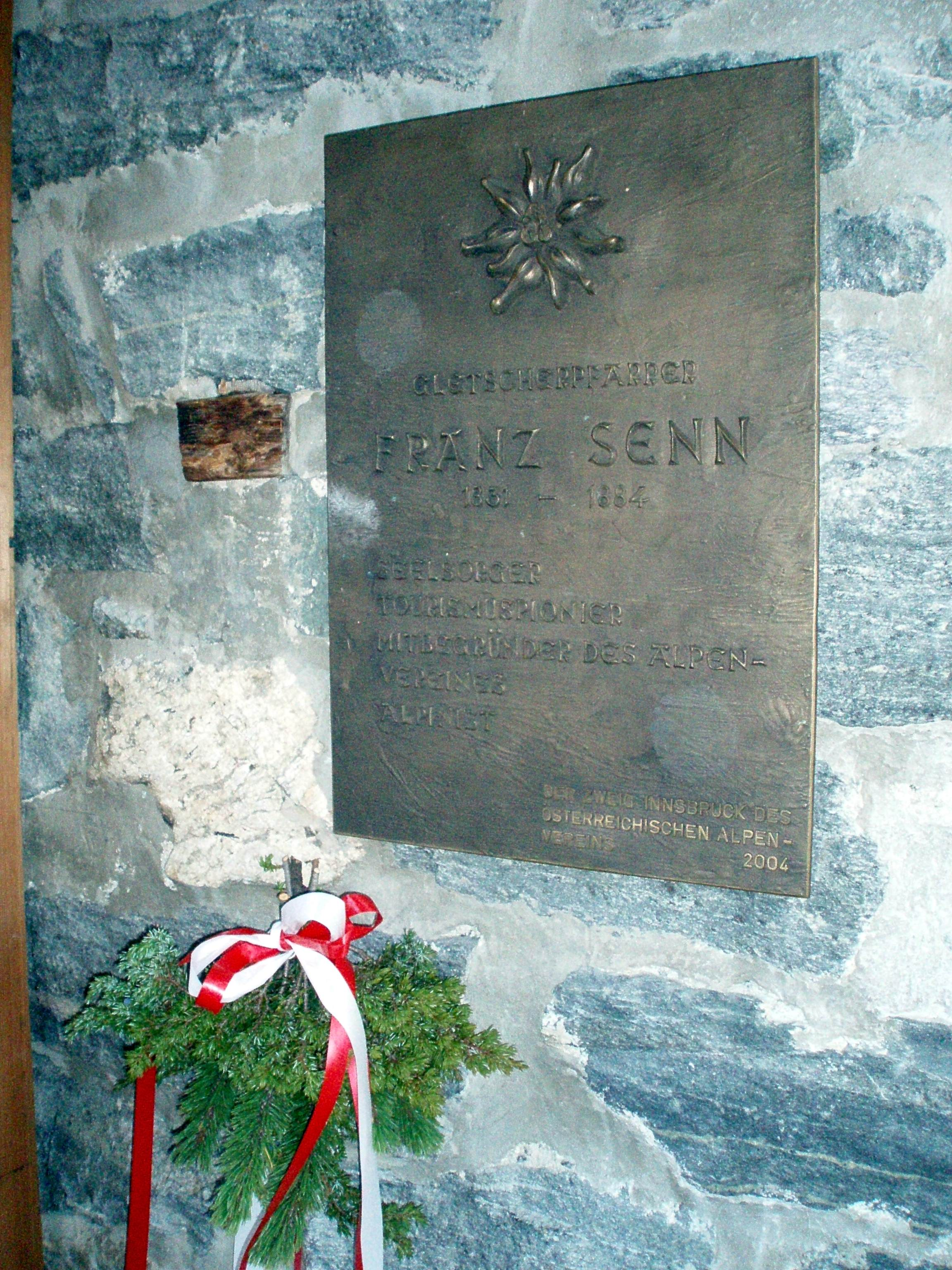
Пам'ятна дошка Францу Зенну на однойменній гірській хаті

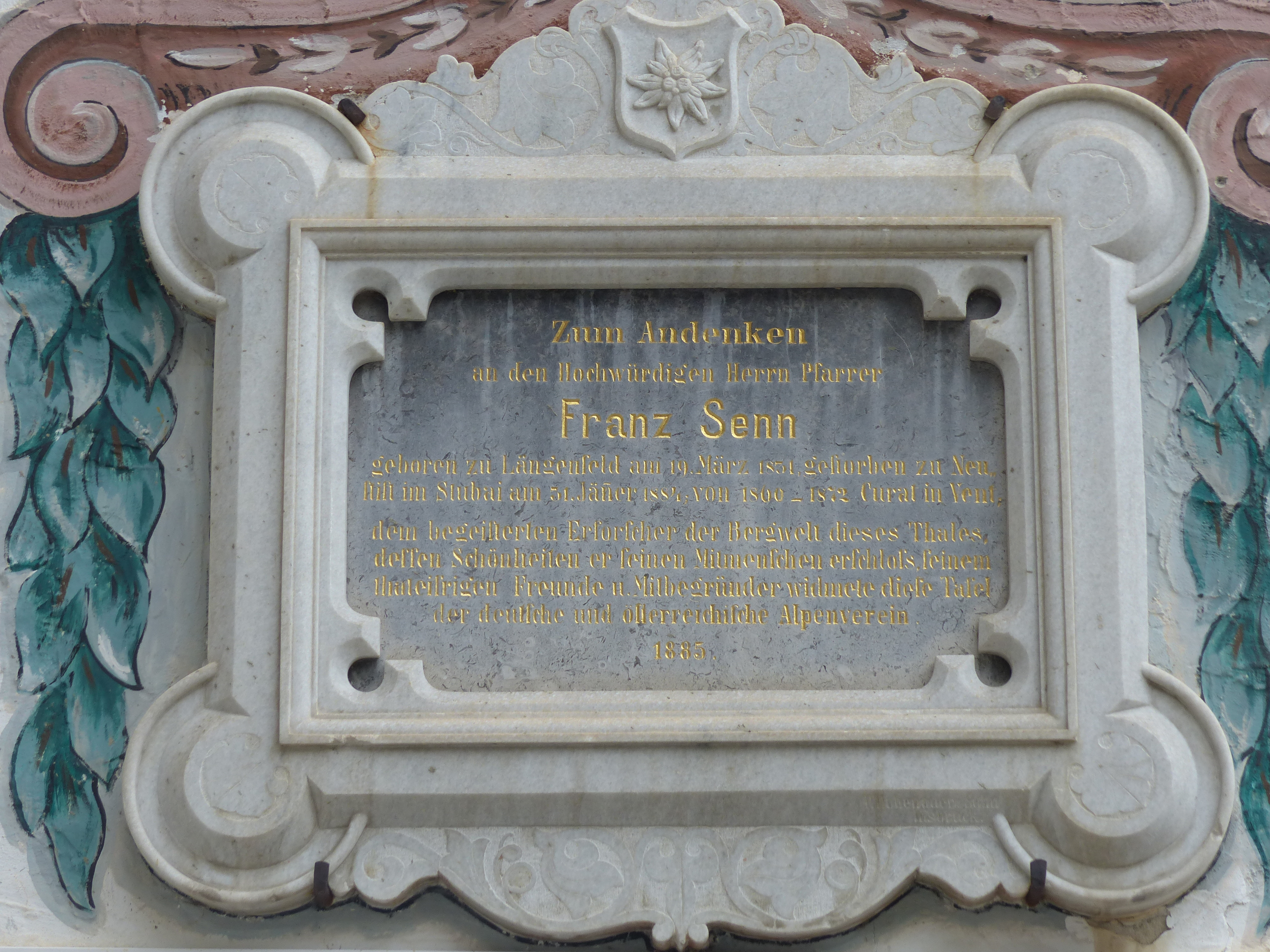
Пам'ятна дошка Францу Зенну в готелі Kleon у Венті

Франц Сенн (* 19. Березень 1831 в Унтерлангенфельді; † 31 Січень 1884 в Нойштифт-ім-Штубайталі ) — австрійський священик і альпініст. У 1869 році він був одним із засновників Німецького альпійського клубу, також відомий як священик льодовика.

## Життя
Франц Зенн, який походив із фермерської родини в Ецталі, навчався після відвідування єзуїтської середньої школи в Інсбруку (до 1851) спочатку чотири семестри філософії в Інсбруку та Мюнхені, потім теології в семінарії в Бріксені. У 1856 році висвячений на священика . Після багатьох років роботи кооператора в Замсі, Серфаусі та Ландеку, його місця роботи були з 1860 року до Венту в Ецталі, оточеному льодовиками, які він розробив для туризму. Разом з гірським провідником Кіпріаном Гранбіхлером та іншими він здійснив декілька перших сходжень, таких як Фінайльшпітце, Вернагтшпіце та Кройцшпіце. З 1872 по 1881 рік Сенн працював у Наудерсі, а потім у Нойштифті в Штубайталі, де й помер 31 року. Січень 1884 р. помер і там, де досі пам'ятний камінь позначає місце його могили.

Коли в 1860 році Франц Сенн прийняв виборство Святого Якоба у Венті як викан і тимчасовий, він незабаром зрозумів, що рівень життя населення можна підвищити лише за допомогою розвитку туризму . Його ідея була прокласти шляхи, підйоми та побудувати укриття в той час, коли майже не було карт цієї великої льодовикової території. Щоб зробити гірський світ Вент більш відомим, Сенн замовив панораму з вершини Кройцшпітце, спочатку в 1868 році від пейзажиста Карла Бріцці, а наступного року — від Карла Йордана та Георга Енгельгардта завдяки тому, що Сенн відчував незадовільний результат.
У 1869 році Сенн разом із однодумцями заснував у Мюнхені Німецький альпійський клуб; Це також сталося через те, що люди були незадоволені більш науковою спрямованістю Австрійського альпійського клубу, заснованого у Відні в 1862 році. У 1883 році його хвороба на туберкульоз загострилася, тому він відправився в Меран, щоб одужати. Однак він так і не одужав і помер 31 березня. Січень 1884 р.
Сенна іноді вважають засновником туризму в Тіролі. Будинок, де він народився, де помер 19 У березні 1831 року в Унтерленгенфельді народився, його все ще можна побачити ззовні в Ецталі сьогодні. Франц Зенн також був членом KDStV Aenania Munich у CV.

## Відзнаки
У Ленгенфельді, Венті, Наудерсі та Нойштіфті в Штубайталі є меморіали та меморіальні дошки для Зенна. Сеннкогель (3398 м u. A.) на гребені Ецтальських Альп і Франц-Зенн-Хютте в Обербергталі були названі його іменем. Франц-Зенн-Вег у Венті також названий на його честь.

## Літератури
- Йозеф Муссхаузер: Священик льодовика. Роман Франца Сенна. Видавництво Розенхайма Альфред Форг, Розенхайм 1962
- Луї Обервальдер : пастор Франц Сенн, забутий вихователь дорослих на його 100-річчя. річниця смерті . Інсбрук. - 1984
- Луї Обервальдер, Ніко Майяндер, Ганс Гайд, Пітер Хасслахер і Франц Флірі: Франц Сенн. Піонер альпінізму та засновник Альпійського клубу. Тіролія, Інсбрук та Відень 2004 р., ISBN 3-7022-2629-X
- Екарт Ролофф : Гори - Божий дар для фермерів. (Підзаголовок: Син фермера і священик Франц Зенн рано знав, який прибуток може принести туризм. Так він став засновником Німецького альпійського клубу.) У: Landwirtschaftliche Magazin Rheinland, випуск 30/2010, с. 64-65. ISSN 0724-5580
- Gerhard Schirmer: Senn Franz. In: Österreichisches Biographisches Lexikon 1815–1950 (ÖBL). Vol. 12, Verlag der Österreichischen Akademie der Wissenschaften, Vienna 2005, ISBN 3-7001-3580-7, p. 177.

- Gerhard Schirmer. Senn, Franz Xaverius. // Neue Deutsche Biographie. Berlin, 2010, Band 24, S. 261 f. (Digitalisat).
- Wolfgang G. Schöpf: Франц Сен.

## Веб-Посилання
- Personenmappe zu Franz Senn (I) (PDF) im Historischen Alpenarchiv der Alpenvereine in Deutschland, Österreich und Südtirol (temporär offline)
- Personenmappe zu Franz Senn (II) (PDF) im Historischen Alpenarchiv der Alpenvereine in Deutschland, Österreich und Südtirol (temporär offline)

## Предмети
1. ↑  https://oecv.at/Biolex/Detail/38800001
2. ↑  Franz Senn, Gründer des Alpenvereins, Printausgabe der NÖN Bezirk Mödling Woche 28/2012